# فرانسيس غيلوت
فرانسيس غيلوت (بالفرنسية: Francis Gillot)‏ (من مواليد 9 فبراير 1960) هو لاعب كرة قدم سابق، وكذلك مدرب كرة قدم حالي لنادي أوكسير.
فاز مع نادي لنس بطولة كأس إنترتوتو في عام 2005. Unable to exceed expectations Gillot resigned on May 28, 2007; however he still remained at the club as a recruiter.

## روابط خارجية
- فرانسيس غيلوت على موقع قاعدة بيانات كرة القدم.إي يو (الإنجليزية)
- فرانسيس غيلوت على موقع عالم كرة القدم.نت (الإنجليزية)